# Agatowa Kamienica w Lwówku Śląskim
Agatowa Kamienica w Lwówku Śląskim (niem. Altes Bürgerhaus, Studenten- und Schülerherberge, Heimatschutzhaus, Markt 8) – zabytkowa, renesansowa kamienica w Lwówku Śląskim 2 poł. XV w., dawny dom burmistrza.

## Rys historyczny
Lwówek Śląski jest jednym z najstarszych miast Dolnego Śląska. W 1217 r. książę Henryk Brodaty nadał prawa miejskie osadzie górniczej z XII w. Dzięki wydobyciu złota i przedsiębiorczości mieszkańców – rzemieślników to bogate miasto, liczące w XIV w. 11 tysięcy mieszkańców, było trzecim ważnym ośrodkiem Dolnego Śląska. Większe od Lwówka Śląskiego w owym czasie były tylko Wrocław i Świdnica. O dawnej zamożności Lwówka Śląskiego świadczą do dziś zachowane: kościoły, kompleks podwójnych murów obronnych z fosą i basztami i zabudowa mieszkalna. W trakcie działań wojennych w 1945 r. znaczna część pierwotnej zabudowy miejskiej uległa zniszczeniu, a po wojnie została rozebrana. W miejsce zburzonych budynków wzniesiono w latach 60. i 70. XX w. charakterystyczne bryłowate, kilkupiętrowe budynki mieszkalne. W latach powojennych zachowały się jedynie najstarsze kamienice znajdujące się w bloku śródrynkowym.

## Charakterystyka kamienicy
Na Placu Wolności, czyli w Rynku Miejskim, zachował się okazały ratusz. Na wprost wschodniej fasady ratusza, znajduje się kamienny budynek ław cechowych szewców i piekarzy, powstały w XIII w. Budynek ław chlebowych i obuwniczych jest jedną z trzech zabytkowych kamienic w rynku. Obok niego znajduje się Agatowa Kamieniczka, która dawniej służyła jako dom burmistrzów. Gotycka kamienica pochodząca z drugiej połowy XV w. została z czasem przebudowana w stylu renesansowym. Budowla ta nazywana Agatową Kamienicą mieści obecnie sklep z kamieniami i minerałami (agatami) stąd też ta oryginalna nazwa samego budynku.
Agatowa Kamienica, znajdująca się dziś pod adresem pl. Wolności 22, jest zabytkiem wpisanym do rejestru NID w 1956 r. pod pozycją 596061.